# 塔納雷克河
塔納雷克河是俄羅斯的河流，位於巴什科爾托斯坦共和國和奧倫堡州內，屬於烏拉爾河的右支流，河道全長225公里，流域面積4,160平方公里，在每年10月下旬至11月開始結冰，直至翌年4月，河畔城鎮有拜馬克。